# Au revoir les enfants
Au revoir les enfants (traducció literal al català: A reveure, nois) és una pel·lícula de l'any 1987 escrita, dirigia i produïda pel cineasta Louis Malle. Està basada en les pròpies experiències del director francès, que va passar la seva infància internat en un col·legi catòlic a prop de Fontainebleau.
L'autobiogràfica pel·lícula va guanyar el Lleó d'Or del Festival Internacional de Cinema de Venècia de 1987 com a premi més destacat entre l'ampli palmarès.

## Argument
Passades les vacances escolars de l'hivern de 1943 a la França ocupada pels nazis, Julien Quentin, un estudiant catòlic de família benestant, retorna amb resignació al col·legi carmelita de Saint Jean de la Croix dirigit pel Pare Jean.
En aquesta ocasió, però, el tedi de la tornada és interromput per la inesperada arribada de tres nous alumnes a l'escola. Un dels nouvinguts és Jean Bonnet, un estudiant amb una gran aptitud per l'aritmètica i el piano que, malgrat els seus inicials problemes d'integració amb la resta de companys, acaba establint amistat amb Julien.
Aquesta amistat es consolida una nit quan els dos alumnes passen a compartir el secret del taciturn i misteriós Jean, a qui Julien descobreix resant en hebreu i portant una quipà. El seu amic li confessa aleshores que el seu cognom real és Kippelstein, d'origen jueu, i que ha trobar refugi a l'escola gràcies a l'ajuda del Pare Jean, que s'ha compromès a garantir asil als jeus perseguits pels nazis.
El secret entre els dos amics toca la seva fi un fred matí de gener de 1944, quan la gestapo es presenta a l'escola per emportar-se els jueus amagats, que han sigut delatats per un dels frares carmelites.
Alineats al pati de l'escola, els alumnes observen com els seus tres companys jueus i el Pare Jean són detinguts per la gestapo per ser conduïts a Auschwitz i Mauthausen. Commoguts per la trista escena, els nens criden un darrer "A reveure, pare!" ("Au revoir, mon père!"), i el Pare Jean respon, "A reveure, nens! Fins aviat!" ("Au revoir, les enfants! À bientôt!").

## Repartiment
| Actor / actriu original    | Personatge fictici                          |
| -------------------------- | ------------------------------------------- |
| Gaspard Manesse            | Julien Quentin                              |
| Raphaël Fejtö              | Jean Kippelstein, conegut com "Jean Bonnet" |
| Francine Racette           | Sra. Quentin (mare de Julien)               |
| Stanislas Carré de Malberg | François Quentin (germà de Julien)          |
| Philippe Morier-Genoud     | Pare Jean                                   |
| François Berléand          | Pare Michel                                 |
| François Négret            | Joseph (ajudant de cuina)                   |
| Peter Fitz                 | Muller                                      |
| Pascal Rivet               | Joseph (ajudant de cuina)                   |
| François Négret            | Flequer                                     |
| Benoît Henriet             | Ciron                                       |
| Richard Leboeuf            | Sagard                                      |
| Irène Jacob                | Mile Davenne                                |

## Acollida
La pel·lícula ser molt ben acollida per la crítica i compta amb un 96% d'opinió favorable a la pàgina de cinema Rotten Tomatoes (www.rottentomatoes.com). També a nivell comercial la pel·lícula va tenir un gran èxit, registrant una entrada de 3,488,460 d'espectadors a França i ingressos de 4,542,825 USD als Estats Units.

## Premis i nominacions
| Any  | Festival                                    | Premi                                            | Resultat  |
| ---- | ------------------------------------------- | ------------------------------------------------ | --------- |
| 1987 | Festival Internacional de Cinema de Venècia | Lleó d'Or                                        | Guanyador |
| 1988 | Premis César                                | César a la millor pel·lícula                     | Guanyador |
| 1988 | Premis César                                | César al millor director                         | Guanyador |
| 1988 | Premis César                                | César al millor guió original o adaptació        | Guanyador |
| 1988 | Premis César                                | César al millor decorat                          | Guanyador |
| 1988 | Premis César                                | César de la millor fotografia                    | Guanyador |
| 1988 | Premis César                                | César al millor muntatge                         | Guanyador |
| 1988 | Premis César                                | César al so                                      | Guanyador |
| 1988 | Premis César                                | César al millor actor revelació                  | Nominació |
| 1988 | Premis César                                | César al millor vestuari                         | Nominació |
| 1988 | Oscars                                      | Oscar a la millor pel·lícula de parla no anglesa | Nominació |
| 1988 | Oscars                                      | Oscar al millor guió original                    | Nominació |
| 1988 | Premi Globus d'Or                           | Millor pel·lícula estrangera                     | Nominació |
| 1988 | Premis del Cinema Europeu                   | Premi al millor guió                             | Guanyador |
| 1989 | Premi BAFTA                                 | BAFTA a la millor direcció                       | Guanyador |
| 1989 | Premi BAFTA                                 | BAFTA a la millor pel·lícula                     | Nominació |
| 1989 | Premi BAFTA                                 | BAFTA a la millor pel·lícula de parla no anglesa | Nominació |
| 1989 | Premi BAFTA                                 | BAFTA al millor guió original                    | Nominació |